# Beusita
La beusita és un mineral de la classe dels fosfats que pertany al grup de la graftonita. Rep el seu nom d'Alexei Alexandrovich Beus (1923-), un geoquímic i mineralogista rus de l'Institut Politècnic de Moscou.

## Característiques
La beusita és un fosfat de fórmula química Mn2+Mn2+
2(PO₄)₂. Va ser aprovada com a espècie vàlida per l'Associació Mineralògica Internacional l'any 1968, sent redinida el 2017. Cristal·litza en el sistema monoclínic. La seva duresa a l'escala de Mohs és 5.
Segons la classificació de Nickel-Strunz, la beusita pertany a «08.AB - Fosfats, etc. sense anions addicionals, sense H₂O, amb cations de mida mitjana» juntament amb els següents minerals: farringtonita, ferrisicklerita, heterosita, litiofilita, natrofilita, purpurita, sicklerita, simferita, trifilita, karenwebberita, sarcòpsid, chopinita, graftonita, xantiosita, lammerita, lammerita-β, mcbirneyita, stranskiïta, pseudolyonsita i lyonsita.

## Formació i jaciments
Va ser descoberta a la pegmatita de Los Aleros, al departament de Coronel Pringles, a la província de San Luis, Argentina. També ha estat descrita en altres indrets de l'Argentina, Amèrica del Nord, Europa i Oceania.